# Harvard University Press

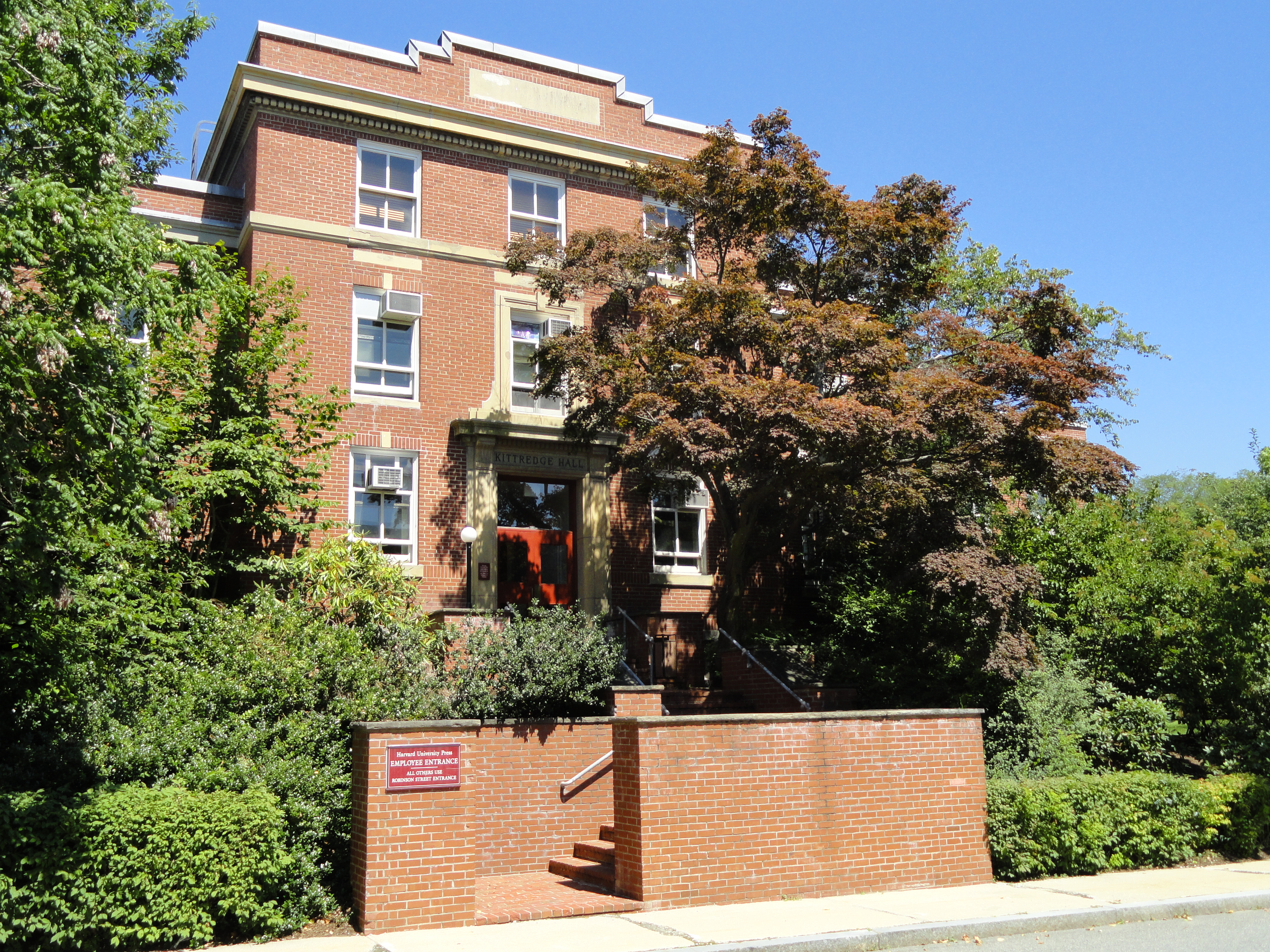
Kittredge Hall, seu de la Harvard University Press

Harvard University Press (HUP) és una editorial que va establir el 13 de gener de 1913 com a divisió de la Universitat Harvard i es va centrar en la publicació acadèmica. És membre de l'Association of American University Presses. Després de la jubilació de William P. Sisler el 2017, la universitat va nomenar director George Andreou.
La premsa manté oficines a Cambridge, Massachusetts, a prop de Harvard Square i a Londres, Anglaterra. La premsa va cofundar la distribuïdora TriLiteral LLC amb la MIT Press i la Yale University Press. TriLiteral es va vendre a LSC Communications el 2018.
Entre els autors destacats publicats per HUP figuren Eudora Welty, Walter Benjamin, E. O. Wilson, John Rawls, Emily Dickinson, Stephen Jay Gould, Helen Vendler, Carol Gilligan, Amartya Sen, David Blight, Martha Nussbaum, i Thomas Piketty.
The Display Room a Harvard Square, dedicada a vendre publicacions de HUP, es va tancar el 17 de juny de 2009.

## Editorials relacionades, segell editorial i sèries
HUP és propietària del segell editorial Belknap Press, que va inaugurar al maig de 1954 amb la publicació de la Harvard Guide to American History. La sèrie de llibres de la Biblioteca John Harvard es publica sota el segell editorial Belknap.
Harvard University Press distribueix la Biblioteca Loeb Classical i és l'editor de la Biblioteca I Tatti Renaissance, la Biblioteca medieval Dumbarton Oaks i la Biblioteca clàssica Murty de l'Índia.
És diferent de la Harvard Business Press, que forma part de la Harvard Business Publishing i de la independent Harvard Common Press.

## Premis
La seva publicació de 2011 Listed: Dispatches from America's Endangered Species Act de Joe Roman va rebre el premi Rachel Book Carson Environment de 2012 de la Society of Environmental Journalists.